# Fidelis Leite Magalhães

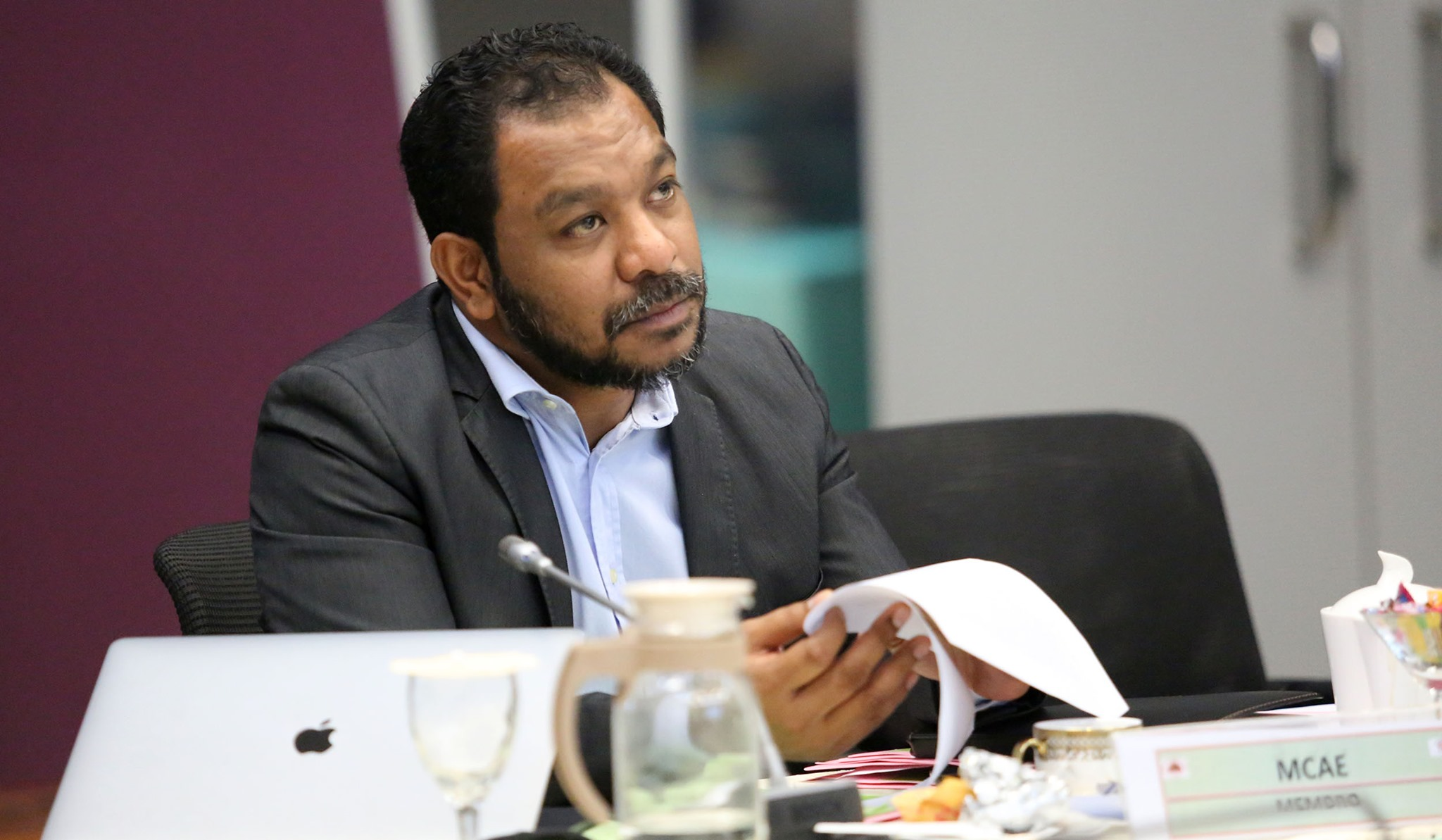
Fidelis Leite Magalhães (2019)

Fidelis Manuel Leite Magalhães (* 9. Juni 1980 in Maliana, Osttimor) ist ein osttimoresischer Politiker. Von 2012 bis 2015 war er der Stabschef des osttimoresischen Staatspräsidenten Taur Matan Ruak. Bis 2017 war Magalhães Senior Political Advisor des Präsidenten. Von 2018 bis 2023 war er Minister. Magalhães ist Mitglied der Partidu Libertasaun Popular (PLP).

## Werdegang
Magalhães wuchs in Maliana, der Hauptstadt der Gemeinde Bobonaro im Westen des Landes auf. Er ist das zweite Kind von Manuel Magalhães und Regina Cardoso Gouveia Leita, die noch drei weitere Söhne und fünf Töchter haben. Manuel Magalhães kam in der Krise in Osttimor 1999 ums Leben. Ein Bruder von Fidelis ist der PD-Politiker Nívio Leite Magalhães, von 2017 bis 2018 Staatssekretär für Jugend und Arbeit.
Schon früh schloss sich Fidelis Magalhães aktiv dem Widerstand gegen die indonesische Besatzung an. Im Alter von 13 Jahren wurde er Mitglied der Sagrada Família, einer Widerstandsbewegung, die auch religiöse Züge hat. Magalhães war auch Mitglied einer Jugendbande, den Tuba Corente (deutsch feste Ketten). In dieser Zeit suchte er nach eigenen Angaben, nach seiner Identität. Ein Prozess, der durchaus „aggressiv und sogar gewaltsam“ sein konnte.
Aufgrund der Gewaltwelle nach dem Unabhängigkeitsreferendum in Osttimor 1999, musste die Familie aus Maliana nach Dili fliehen, nachdem der Vater Manuel Magalhães verhaftet und das Haus zerstört worden war. Später wurde der Vater ermordet. Nach dem Abzug der Indonesier im selben Jahr verließ Magalhães die Schule und begann für den Jesuit Refugee Services als Fahrer zu arbeiten, umn seine Familie zu unterstützen. Durch Förderungen gelang es ihm Beamter zu werden. Ende 2000 wurde Magalhães Beamter mit der Zuständigkeit „Menschenrechte, Flüchtlinge und Rückführung“. Anfang 2001 repräsentierte er die Zivilgesellschaft Osttimors bei einer Menschenrechtskonferenz der Vereinten Nationen in Genf. Es war seine erste Auslandsreise, deren Eindrücke er als „surreal“ beschrieb, zumal er erst ein Jahr zuvor begonnen hatte, sich selbst Englisch beizubringen. Von Mitte 2001 bis 2002 war Magalhães bei verschiedenen Organisationen zur Friedenssicherung und Aussöhnung im Lande angestellt, unter anderem kurze Zeit beim UNHCR als Sprecher und Assistent für Außenbeziehungen. Gleichzeitig war er Präsident des Maliana Jugendkomittees, in dem die Jugendorganisationen Bobonaros vertreten waren.

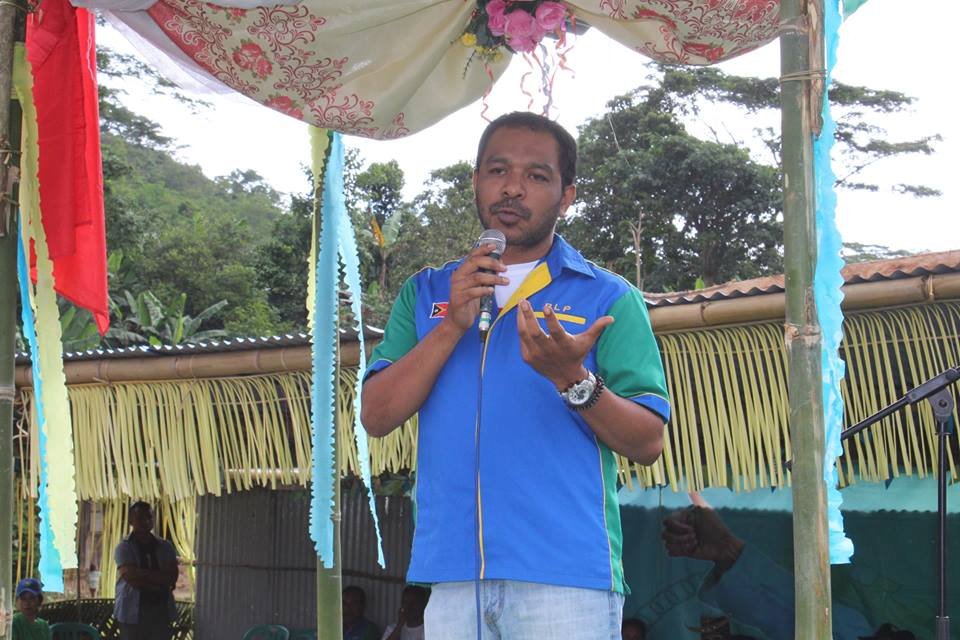
Fidelis Leite Magalhães (2017) bei einem Wahlkampfauftritt in Lolotoe

Ende 2002 erhielt Magalhães über das East-West Center ein Stipendium des Außenministeriums der Vereinigten Staaten an der University of Hawaiʻi at Mānoa. Dort studierte er Politikwissenschaft und im Nebenfach Literatur. Sein Schwerpunkt lag bei politischen, gesellschaftlichen und literarischen Theorien. Magalhães wurde Mitglied der politischen Fakultät und schloss sein Studium mit Auszeichnung ab. Auch bei lateinamerikanischer und iberischer Literatur gehörte er zu den besten Absolventen. Wieder mit Stipendium ging er dann an die University of Massachusetts Amherst, kehrte aber nach Hawaii zurück, weil das Stipendium nicht für das Leben auf dem US-Festland ausreichte. Seit Juni ist er Sprecher der PLP.
Ab 2006 arbeitete Magalhães in verschiedenen Funktionen. Zurück in seinem Heimatland arbeitete er 2007 für die Deutsche Gesellschaft für Technische Zusammenarbeit in Osttimor als Participation Expert zum Nationalen Dialog. Dann wurde er im selben Jahr zum Chef des Post-Transitionalen Dialogs ernannt, der von Norwegen finanziert wurde. Magalhães fungierte als Teamleiter bei verschiedenen Initiativen und wurde der führende Berater bei politischen und Themen der Entwicklungshilfe. 2008 gründete er zusammen mit Gunnar Stålsett, Norwegens Sonderbotschafter für Osttimor, den High Level National Consensus Dialogue.
Einige Monate später erhielt Magalhães ein British-Chevening-Stipendium, um an der London School of Economics politische Ökonomie zu studieren. Nach seinem dortigen Abschluss erhielt er ein Gulbenkian-Forschungsstipendium für internationale politische Ökonomie in Lissabon. Dort nahm er auch an Kursen zu internationalen Beziehungen an der Weiterführenden Schule für Sozial- und Politikwissenschaften (ISCSP-UTL) teil.
Im Oktober 2011 kehrte Magalhães nach Osttimor zurück und schloss sich dem Wahlkampfteam von Taur Matan Ruak an bei den Präsidentschaftswahlen in Osttimor 2012. In dem Team war er zunächst Vize-Chef für soziopolitische Forschung und Kommunikation und wurde später zum offiziellen Sprecher Taur Matan Ruaks ernannt. Nach der erfolgreichen Wahl Taur Matan Ruaks, wurde Magalhães zu seinem Repräsentanten ernennt, der für eine erfolgreiche Amtsübergabe sorgen sollte. Am Tag der Vereidigung Taur Matan Ruaks am 20. Mai 2012 wurde Magalhães zu seinem Stabschef. Er gehörte damit zu den jüngsten Personen in Osttimor mit einem Amt im Ministerrang.

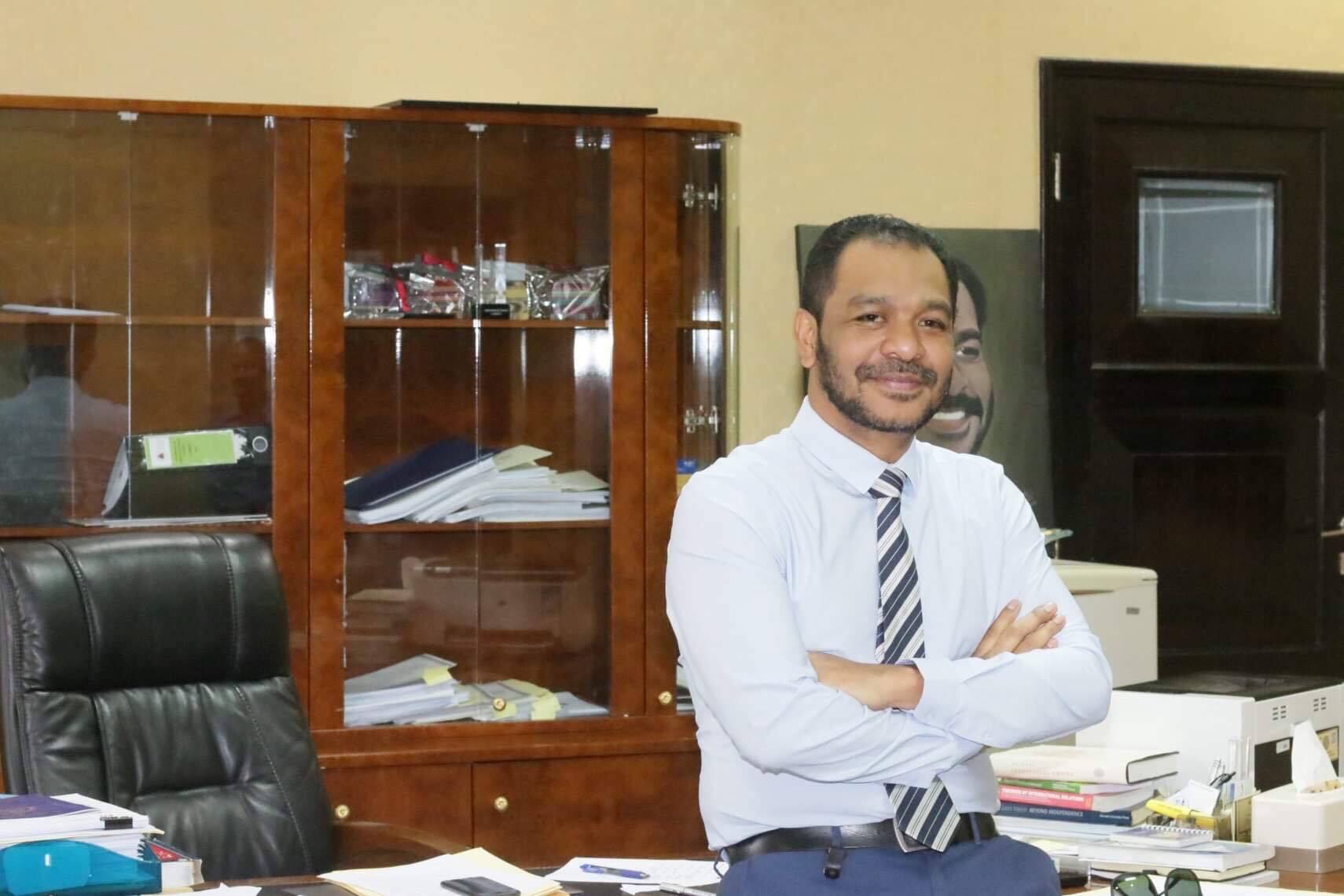
Fidelis Leite Magalhães (2019)

Im Juni 2015 trat Magalhães als Stabschef zurück, um wieder in den Vereinigten Staaten an der Harvard Kennedy School zu studieren. In dem Amt folgte ihm Rui Augusto Gomes, den bisherigen Präsidentenberater in Wirtschaftsfragen. Ende des Jahres wurde Magalhães einer der Mitbegründer der Partidu Libertasaun Popular, die als Taur Matan Ruak nahestehend gilt. Magalhães wurde nach Abschluss seines Studiums Senior Political Advisor des Präsidenten und blieb es bis zum Ende der Amtszeit des Präsidenten am 20. Mai 2017.
Am 20. Mai 2017 wurde Magalhães zu einem von sechs Stellvertretern des Parteivorsitzenden Taur Matan Ruak gewählt. Bei den Parlamentswahlen in Osttimor 2017 trat Magalhães auf Platz 2 der Liste der PLP an und zog so als Abgeordneter in das Nationalparlament ein. Im Parlament war Magalhães der Fraktionsvorsitzender der PLP und Vorsitzender der Kommission für Außenangelegenheiten, Verteidigung und nationale Sicherheit (Kommission B).
Bei den vorgezogenen Neuwahlen 2018 stand Magalhães auf Platz 7 der Aliança para Mudança e Progresso (AMP), zu der auch die PLP gehört, und kam erneut in das Parlament. In der AMP war Magalhães Vizepräsident des Bündnisses.

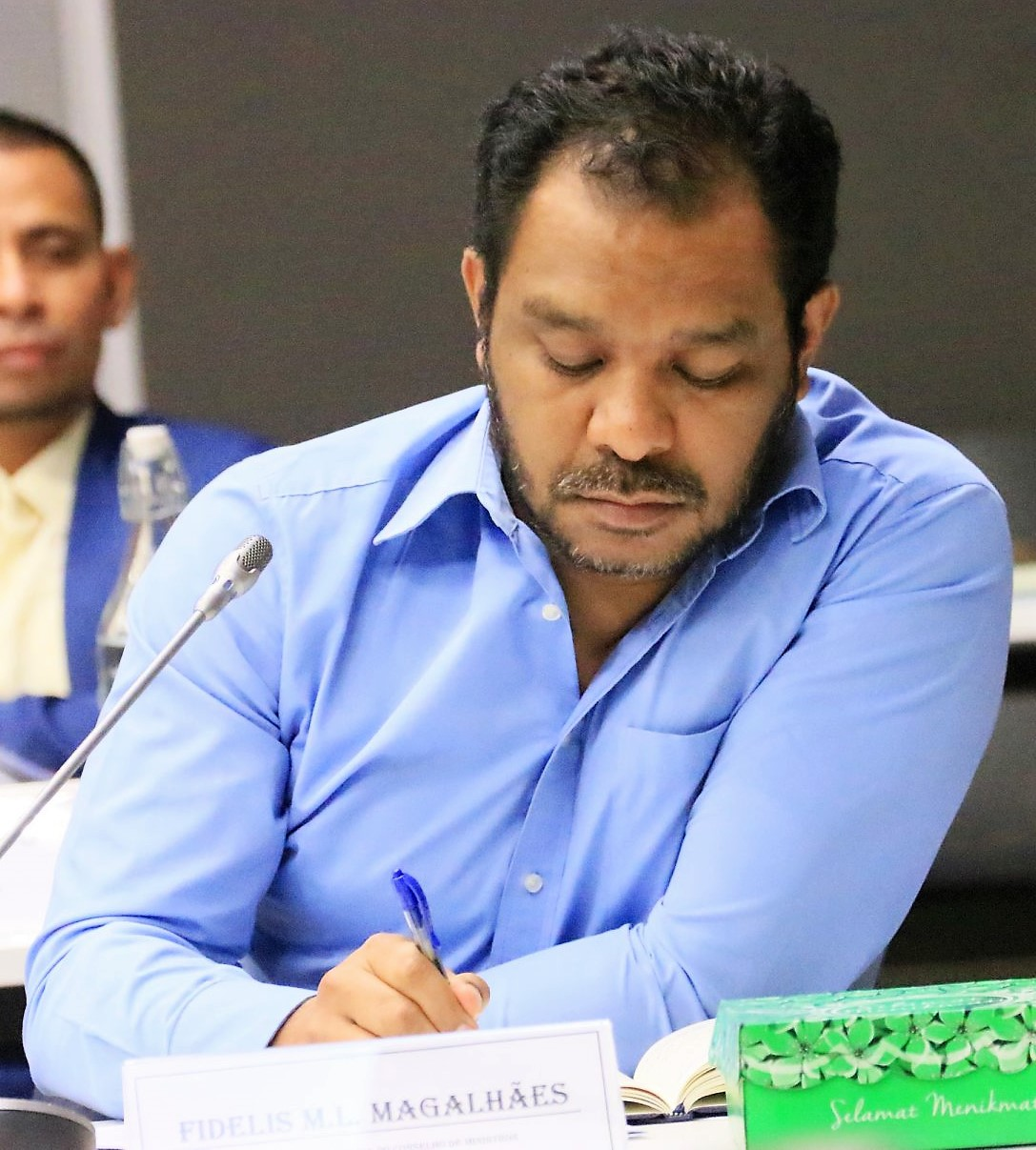
Magalhães (2020)

Am 22. Juni 2018 wurde Magalhães zum Minister für die Reform der Legislative und Angelegenheiten des Parlaments vereidigt, weswegen er automatisch seinen Abgeordnetensitz abgeben musste. Später übernahm er zusätzlich amtsführend das Wirtschaftsressort. Am 25. Mai 2020 wurde Magalhães aus seinem Ministeramt im Rahmen der Umbildung der VIII. Regierung entlassen, um am 29. Mai in seiner neuen Funktion als Minister des Präsidiums des Ministerrates vereidigt zu werden.
Bei den Parlamentswahlen 2023 trat Magalhães nicht mehr an. Das Ministeramt hatte er bis zum Ende der Legislaturperiode am 30. Juni 2023 inne.

## Veröffentlichungen (Auswahl)
- Fidelis Leite Magalhães: Massaker in Osttimor: Liquiça 12 Jahre danach, in: SUARA – Zeitschrift für Indonesien und Osttimor, Nr. 1/2011, S. 9–10